# 7. etape af Giro d'Italia 2019
7. etape af Giro d'Italia 2019 gik fra Vasto til L'Aquila 17. maj 2019. 
Pello Bilbao vandt etapen efter et udbrud.

## Resultater

### Etaperesultat
| \| Etaperesultat \| Etaperesultat \| Etaperesultat \| Etaperesultat \| Etaperesultat \| \| Rytter \| Rytter \| Hold \| Tid \| \| \| ------------- \| ------------------ \| --------------------------- \| ------------- \| ------------- \| \| 1. \| Pello Bilbao \| Astana \| 4t 06' 27" \| \| \| 2. \| Tony Gallopin \| AG2R La Mondiale \| + 5" \| \| \| 3. \| Davide Formolo \| Bora-Hansgrohe \| + 5" \| \| \| 4. \| Lucas Hamilton \| Mitchelton-Scott \| + 9" \| \| \| 5. \| Mattia Cattaneo \| Androni Giocattoli-Sidermec \| + 9" \| \| \| 6. \| José Joaquín Rojas \| Movistar Team \| + 30" \| \| \| 7. \| Sebastián Henao \| Team Ineos \| + 48" \| \| \| 8. \| Antonio Pedrero \| Movistar Team \| + 1' 01" \| \| \| 9. \| Valentin Madouas \| Groupama-FDJ \| + 1' 07" \| \| \| 10. \| Andrea Vendrame \| Androni Giocattoli-Sidermec \| + 1' 07" \| \| |                    |                             |            |
| |                    |                             |            |
| Kilde: ProCyclingStats |                    |                             |            |
| Etaperesultat |                    |                             |            |
| Rytter | Rytter             | Hold                        | Tid        |
| 1. | Pello Bilbao       | Astana                      | 4t 06' 27" |
| 2. | Tony Gallopin      | AG2R La Mondiale            | + 5"       |
| 3. | Davide Formolo     | Bora-Hansgrohe              | + 5"       |
| 4. | Lucas Hamilton     | Mitchelton-Scott            | + 9"       |
| 5. | Mattia Cattaneo    | Androni Giocattoli-Sidermec | + 9"       |
| 6. | José Joaquín Rojas | Movistar Team               | + 30"      |
| 7. | Sebastián Henao    | Team Ineos                  | + 48"      |
| 8. | Antonio Pedrero    | Movistar Team               | + 1' 01"   |
| 9. | Valentin Madouas   | Groupama-FDJ                | + 1' 07"   |
| 10. | Andrea Vendrame    | Androni Giocattoli-Sidermec | + 1' 07"   |

## Klassementerne efter etapen

### Samlede stilling
| \| Samlede stilling \| Samlede stilling \| Samlede stilling \| Samlede stilling \| Samlede stilling \| \| Rytter \| Rytter \| Hold \| Tid \| \| \| ---------------- \| ------------------ \| --------------------------- \| ---------------- \| ---------------- \| \| 1. \| Valerio Conti \| UAE Team Emirates \| 29t 29' 34" \| \| \| 2. \| José Joaquín Rojas \| Movistar Team \| + 1' 32" \| \| \| 3. \| Giovanni Carboni \| Bardiani CSF \| + 1' 41" \| \| \| 4. \| Nans Peters \| AG2R La Mondiale \| + 2' 09" \| \| \| 5. \| Valentin Madouas \| Groupama-FDJ \| + 2' 17" \| \| \| 6. \| Amaro Antunes \| CCC Team \| + 2' 45" \| \| \| 7. \| Fausto Masnada \| Androni Giocattoli-Sidermec \| + 3' 14" \| \| \| 8. \| Pieter Serry \| Deceuninck-Quick Step \| + 3' 25" \| \| \| 9. \| Andrey Amador \| Movistar Team \| + 3' 27" \| \| \| 10. \| Sam Oomen \| Team Sunweb \| + 4' 57" \| \| |                    |                             |             |
| |                    |                             |             |
| Kilde: ProCyclingStats |                    |                             |             |
| Samlede stilling |                    |                             |             |
| Rytter | Rytter             | Hold                        | Tid         |
| 1. | Valerio Conti      | UAE Team Emirates           | 29t 29' 34" |
| 2. | José Joaquín Rojas | Movistar Team               | + 1' 32"    |
| 3. | Giovanni Carboni   | Bardiani CSF                | + 1' 41"    |
| 4. | Nans Peters        | AG2R La Mondiale            | + 2' 09"    |
| 5. | Valentin Madouas   | Groupama-FDJ                | + 2' 17"    |
| 6. | Amaro Antunes      | CCC Team                    | + 2' 45"    |
| 7. | Fausto Masnada     | Androni Giocattoli-Sidermec | + 3' 14"    |
| 8. | Pieter Serry       | Deceuninck-Quick Step       | + 3' 25"    |
| 9. | Andrey Amador      | Movistar Team               | + 3' 27"    |
| 10. | Sam Oomen          | Team Sunweb                 | + 4' 57"    |

| Pointkonkurrence | Pointkonkurrence   | Pointkonkurrence            | Pointkonkurrence | Pointkonkurrence |
| Rytter           | Rytter             | Hold                        | Point            |                  |
| ---------------- | ------------------ | --------------------------- | ---------------- | ---------------- |
| 1.               | Pascal Ackermann   | Bora-Hansgrohe              | 133 point        |                  |
| 2.               | Arnaud Démare      | Groupama-FDJ                | 87 point         |                  |
| 3.               | Caleb Ewan         | Lotto-Soudal                | 66 point         |                  |
| 4.               | Richard Carapaz    | Movistar Team               | 50 point         |                  |
| 5.               | José Joaquín Rojas | Movistar Team               | 32 point         |                  |
| 6.               | Matteo Moschetti   | Trek-Segafredo              | 32 point         |                  |
| 7.               | Valerio Conti      | UAE Team Emirates           | 29 point         |                  |
| 8.               | Primož Roglič      | Team Jumbo-Visma            | 27 point         |                  |
| 9.               | Fausto Masnada     | Androni Giocattoli-Sidermec | 25 point         |                  |
| 10.              | Pello Bilbao       | Astana                      | 25 point         |                  |

| Pointkonkurrence | Pointkonkurrence   | Pointkonkurrence            | Pointkonkurrence | Pointkonkurrence |
| Rytter           | Rytter             | Hold                        | Point            |                  |
| ---------------- | ------------------ | --------------------------- | ---------------- | ---------------- |
| 1.               | Pascal Ackermann   | Bora-Hansgrohe              | 133 point        |                  |
| 2.               | Arnaud Démare      | Groupama-FDJ                | 87 point         |                  |
| 3.               | Caleb Ewan         | Lotto-Soudal                | 66 point         |                  |
| 4.               | Richard Carapaz    | Movistar Team               | 50 point         |                  |
| 5.               | José Joaquín Rojas | Movistar Team               | 32 point         |                  |
| 6.               | Matteo Moschetti   | Trek-Segafredo              | 32 point         |                  |
| 7.               | Valerio Conti      | UAE Team Emirates           | 29 point         |                  |
| 8.               | Primož Roglič      | Team Jumbo-Visma            | 27 point         |                  |
| 9.               | Fausto Masnada     | Androni Giocattoli-Sidermec | 25 point         |                  |
| 10.              | Pello Bilbao       | Astana                      | 25 point         |                  |

| Bjergkonkurrence | Bjergkonkurrence   | Bjergkonkurrence            | Bjergkonkurrence | Bjergkonkurrence |
| Rytter           | Rytter             | Hold                        | Point            |                  |
| ---------------- | ------------------ | --------------------------- | ---------------- | ---------------- |
| 1.               | Giulio Ciccone     | Trek-Segafredo              | 24 point         |                  |
| 2.               | Fausto Masnada     | Androni Giocattoli-Sidermec | 18 point         |                  |
| 3.               | Antonio Pedrero    | Movistar Team               | 18 point         |                  |
| 4.               | Valerio Conti      | UAE Team Emirates           | 8 point          |                  |
| 5.               | Andrej Zejts       | Astana                      | 8 point          |                  |
| 6.               | Giovanni Carboni   | Bardiani CSF                | 6 point          |                  |
| 7.               | Lucas Hamilton     | Mitchelton-Scott            | 6 point          |                  |
| 8.               | François Bidard    | AG2R La Mondiale            | 6 point          |                  |
| 9.               | Marco Frapporti    | Androni Giocattoli-Sidermec | 4 point          |                  |
| 10.              | José Joaquín Rojas | Movistar Team               | 4 point          |                  |

| Bjergkonkurrence | Bjergkonkurrence   | Bjergkonkurrence            | Bjergkonkurrence | Bjergkonkurrence |
| Rytter           | Rytter             | Hold                        | Point            |                  |
| ---------------- | ------------------ | --------------------------- | ---------------- | ---------------- |
| 1.               | Giulio Ciccone     | Trek-Segafredo              | 24 point         |                  |
| 2.               | Fausto Masnada     | Androni Giocattoli-Sidermec | 18 point         |                  |
| 3.               | Antonio Pedrero    | Movistar Team               | 18 point         |                  |
| 4.               | Valerio Conti      | UAE Team Emirates           | 8 point          |                  |
| 5.               | Andrej Zejts       | Astana                      | 8 point          |                  |
| 6.               | Giovanni Carboni   | Bardiani CSF                | 6 point          |                  |
| 7.               | Lucas Hamilton     | Mitchelton-Scott            | 6 point          |                  |
| 8.               | François Bidard    | AG2R La Mondiale            | 6 point          |                  |
| 9.               | Marco Frapporti    | Androni Giocattoli-Sidermec | 4 point          |                  |
| 10.              | José Joaquín Rojas | Movistar Team               | 4 point          |                  |

| Ungdomskonkurrence | Ungdomskonkurrence | Ungdomskonkurrence | Ungdomskonkurrence | Ungdomskonkurrence |
| Rytter             | Rytter             | Hold               | Tid                |                    |
| ------------------ | ------------------ | ------------------ | ------------------ | ------------------ |
| 1.                 | Giovanni Carboni   | Bardiani CSF       | 29t 31' 15"        |                    |
| 2.                 | Nans Peters        | AG2R La Mondiale   | + 28"              |                    |
| 3.                 | Valentin Madouas   | Groupama-FDJ       | + 36"              |                    |
| 4.                 | Sam Oomen          | Team Sunweb        | + 3' 16"           |                    |
| 5.                 | Miguel Ángel López | Astana             | + 4' 27"           |                    |
| 6.                 | Hugh Carthy        | EF Education First | + 4' 59"           |                    |
| 7.                 | Pavel Sivakov      | Team Ineos         | + 5' 07"           |                    |
| 8.                 | Tao Geoghegan Hart | Team Ineos         | + 6' 02"           |                    |
| 9.                 | Ben O'Connor       | Dimension Data     | + 6' 42"           |                    |
| 10.                | Lucas Hamilton     | Mitchelton-Scott   | + 7' 24"           |                    |

| Ungdomskonkurrence | Ungdomskonkurrence | Ungdomskonkurrence | Ungdomskonkurrence | Ungdomskonkurrence |
| Rytter             | Rytter             | Hold               | Tid                |                    |
| ------------------ | ------------------ | ------------------ | ------------------ | ------------------ |
| 1.                 | Giovanni Carboni   | Bardiani CSF       | 29t 31' 15"        |                    |
| 2.                 | Nans Peters        | AG2R La Mondiale   | + 28"              |                    |
| 3.                 | Valentin Madouas   | Groupama-FDJ       | + 36"              |                    |
| 4.                 | Sam Oomen          | Team Sunweb        | + 3' 16"           |                    |
| 5.                 | Miguel Ángel López | Astana             | + 4' 27"           |                    |
| 6.                 | Hugh Carthy        | EF Education First | + 4' 59"           |                    |
| 7.                 | Pavel Sivakov      | Team Ineos         | + 5' 07"           |                    |
| 8.                 | Tao Geoghegan Hart | Team Ineos         | + 6' 02"           |                    |
| 9.                 | Ben O'Connor       | Dimension Data     | + 6' 42"           |                    |
| 10.                | Lucas Hamilton     | Mitchelton-Scott   | + 7' 24"           |                    |

| Holdkonkurrence | Holdkonkurrence             | Holdkonkurrence | Holdkonkurrence |
| Hold            | Hold                        | Tid             |                 |
| --------------- | --------------------------- | --------------- | --------------- |
| 1.              | Movistar Team               | 88t 36' 54"     |                 |
| 2.              | Deceuninck-Quick Step       | + 5' 55"        |                 |
| 3.              | Androni Giocattoli-Sidermec | + 6' 29"        |                 |
| 4.              | AG2R La Mondiale            | + 6' 43"        |                 |
| 5.              | Mitchelton-Scott            | + 10' 25"       |                 |
| 6.              | Astana                      | + 10' 34"       |                 |
| 7.              | UAE Team Emirates           | + 11' 43"       |                 |
| 8.              | Bora-hansgrohe              | + 12' 27"       |                 |
| 9.              | EF Education First          | + 13' 03"       |                 |
| 10.             | CCC Team                    | + 15' 31"       |                 |

| Holdkonkurrence | Holdkonkurrence             | Holdkonkurrence | Holdkonkurrence |
| Hold            | Hold                        | Tid             |                 |
| --------------- | --------------------------- | --------------- | --------------- |
| 1.              | Movistar Team               | 88t 36' 54"     |                 |
| 2.              | Deceuninck-Quick Step       | + 5' 55"        |                 |
| 3.              | Androni Giocattoli-Sidermec | + 6' 29"        |                 |
| 4.              | AG2R La Mondiale            | + 6' 43"        |                 |
| 5.              | Mitchelton-Scott            | + 10' 25"       |                 |
| 6.              | Astana                      | + 10' 34"       |                 |
| 7.              | UAE Team Emirates           | + 11' 43"       |                 |
| 8.              | Bora-hansgrohe              | + 12' 27"       |                 |
| 9.              | EF Education First          | + 13' 03"       |                 |
| 10.             | CCC Team                    | + 15' 31"       |                 |